# Neomardara africana
Neomardara africana är en fjärilsart som beskrevs av Holland 1893. Neomardara africana ingår i släktet Neomardara och familjen tofsspinnare. Inga underarter finns listade i Catalogue of Life.